# Psalm 67
Psalm 67 – utwór o dziękczynnym charakterze, zawarty w biblijnej Księdze Psalmów. W numeracji Septuaginty psalm ten nosi numer 66.
Treścią psalmu jest dziękczynienie za udane zbiory i modlitwa o to, aby narody pogańskie widząc jak Bóg błogosławi Izraelowi również uwielbiły prawdziwego Boga. Dwukrotnie powtarzany refren psalmu: Niech sławią Cię ludy, Boże, niech sławią ludy, narody! (wiersze 4 i 6) dzieli utwór na trzy części.
Psalm wykorzystywany w liturgii godzin (jutrznia i nieszpory).